# Wannie Sterken
Wander Hendrikus (Wannie) Sterken (Zwolle, 27 april 1943 – november 2024) was een Nederlands voetballer die bij voorkeur als rechtsmidden of rechteraanvaller speelde.
Hij was semi-profvoetballer bij PEC. Aan zijn voetballersloopbaan kwam in 1963 abrupt een einde toen hij een dubbele enkelbreuk opliep. Hij voetbalde nog even verder bij amateurclubs, maar kon dat moeilijk combineren met zijn werk in de IJsselcentrale. Hij bleef tot op late leeftijd wedstrijden van PEC bezoeken.
Hij was zoon van Geertje van Piekeren en koopman Berend Jan Sterken.  Sterken overleed in november 2024, op de leeftijd van 81 jaar; hij was sinds 2001 weduwnaar van echtgenote Beppie. Hij woonde toen in de wijk Pierik
Sterken werd gecremeerd op Crematorium Kranenburg

## Carrièrestatistieken
| Seizoen         | Club            | Land            | Competitie      | Competitie | Competitie | Beker | Beker | Internationaal | Internationaal | Overig | Overig | Totaal | Totaal |
| Seizoen         | Club            | Land            | Competitie      | Wed.       | Dlp.       | Wed.  | Dlp.  | Wed.           | Dlp.           | Wed.   | Dlp.   | Wed.   | Dlp.   |
| --------------- | --------------- | --------------- | --------------- | ---------- | ---------- | ----- | ----- | -------------- | -------------- | ------ | ------ | ------ | ------ |
| 1961/62         | PEC             | Nederland       | Tweede divisie  | –          | 4          | –     | 0     | 0              | 0              | 0      | 0      | –      | 4      |
| 1962/63         | PEC             | Nederland       | Tweede divisie  | –          | 1          | –     | 0     | 0              | 0              | 0      | 0      | –      | 1      |
| 1963/64         | PEC             | Nederland       | Tweede divisie  | –          | 10         | 1     | 1     | 0              | 0              | 0      | 0      | –      | 11     |
| 1964/65         | PEC             | Nederland       | Tweede divisie  | –          | 4          | –     | 0     | 0              | 0              | 0      | 0      | –      | 4      |
| Carrière totaal | Carrière totaal | Carrière totaal | Carrière totaal | –          | 19         | –     | 1     | 0              | 0              | 0      | 0      | –      | 20     |